# بازی بدون عنوان آخرین بازمانده از ما
یک بازی بدون عنوان آخرین بازمانده از ما (به انگلیسی: Untitled The Last of Us game) توسط ناتی داگ در حال ساخت بود. این بازی ویدئویی چندنفره قرار بود که در دنیای آخرین بازمانده از ما اتفاق بیوفتد، و ادامه‌ای از حالت چندنفره است که در قسمت اول در سال ۲۰۱۳ ارائه شده بود. اما این پروژه اما به سرانجام نرسید و با اعلام ناتی داگ توسعه آن لغو گردید.

## توسعه
حالت بازی ویدئویی چندنفره در ابتدا برای آخرین بازمانده از ما قسمت ۲ (۲۰۲۰) در حال توسعه بود، همان‌طور که در آخرین بازمانده از ما (۲۰۱۳) وجود داشت. آنتونی نیومن و کرت مارگناو، کارگردانان مشترک قسمت دوم بازی، وجود حالت چند نفره را در نمایشگاه ای۳ در ژوئن ۲۰۱۸ تأیید کردند. در سپتامبر ۲۰۱۹، نیل دراکمن، کارگردان خلاق قسمت دوم و طراح اصلی بازی امیلیا شاتز، خاطرنشان کردند که این بازی تنها بر روی کمپین تک نفره خود تمرکز خواهد کرد. توسعه‌دهنده ناتی داگ بیانیه‌ای منتشر کرد که این حذف را تأیید کرد و اضافه کرد که توسعه بازی به‌طور جداگانه ادامه می‌یابد اما «زمان و مکان تحقق آن هنوز مشخص نیست». ناتی داگ پس از انتشار قسمت دوم در سال ۲۰۲۰ فرصت‌های شغلی مربوط به حالت چندنفره خود را افزایش داد. وینیت آگاروال، کارگردان بازی مشترک، گفت که این شرکت به شدت در حال استخدام برای این بازی است، که اولین پروژه چندنفره مستقل آن است. در جشنواره بازی تابستانی در ژوئن ۲۰۲۲، دراکمن تأیید کرد که بازی به صورت مستقل عرضه خواهد شد و اولین هنر مفهومی آن را فاش کرد. او گفت که این بازی به اندازه بازی‌های تک‌نفره ناتی داگ است، و اشاره کرد که دارای شخصیت‌های جدید و مکان جدیدی در ایالات متحده است، که بر اساس هنر مفهومی شبیه به سان فرانسیسکو است. توسعه بازی توسط کارگردانان بازی مشترک آگاروال و آنتونی نیومن و جوزف پتیناتی انجام می‌شود.
جف گراب از جاینت بامب در ژوئن ۲۰۲۲ ادعا کرد که بازی به تعویق افتاده‌است زیرا ناتی داگ در مورد آن جاه طلب بوده‌است و قصد دارد برای ساخت این فناوری وقت بگذارد. او گفت که این یک بازی خدماتی زنده خواهد بود و به توسعه دهندگان این امکان را می‌دهد تا محتوای جدید را بدون به روز رسانی‌های عمده ایجاد و منتشر کنند. فهرست مشاغل در ماه اکتبر نشان می‌دهد که این بازی به صورت رایگان عرضه خواهد شد. دراکمن دومین اثر هنری مفهومی را در ژانویه ۲۰۲۳ منتشر کرد و گفت اطلاعات بیشتری در اواخر سال فاش خواهند شد.اما پس از فراز و نشیب های فراوان حین توسعه،ساخت این بازی لغو شد